# فوكاشين ديفيتش
فوكاشين ديفيتش هو لاعب كرة قدم صربي في مركز الدفاع، ولد في 15 مارس 1984 في بلغراد في صربيا. لعب مع النجم الأحمر بلغراد ونادي بيرا مار ونادي بيلينينسش.

## وصلات خارجية
- فوكاشين ديفيتش على موقع قاعدة بيانات كرة القدم.إي يو (الإنجليزية)
- فوكاشين ديفيتش على موقع Soccerway.com (الإنجليزية)
- فوكاشين ديفيتش على موقع عالم كرة القدم.نت (الإنجليزية)